# Vukovarsko-sremská župa
Vukovarsko-sremská župa (chorvatsky Vukovarsko-srijemska županija) je jedna z žup Chorvatska. Leží v nejvýchodnějším cípu země, ve Slavonii, a tvoří západní část její někdejší Sremské župy. Jejím hlavním městem je Vukovar, avšak největším městem jsou Vinkovci.

## Charakter župy
Župa hraničí se Srbskem na východě, s entitou Republika srbská v Bosně a Hercegovině, a v Chorvatsku s Osijecko-baranjskou župou a s Brodsko-posávskou župou. Její území patří k těm středně velkým, je celé nížinné a tak vhodné pro zemědělství. Jeho jižní a východní hranice jsou přirozené; tvoří je řeky Dunaj a Sáva, západní hranice je umělá. Hlavní význam pro Chorvatsko má tato oblast převážně v tom, že je tudy vedou důležité silniční i železniční spoje s Bělehradem. Do roku 1998 bylo území župy pod správou jednotek OSN, které zde měly dodržovat mír mezi Srby a Chorvaty. Dnes všechny obce a města jsou ale stále ještě poškozené z doby jugoslávské války.

## Obyvatelstvo
Vukovarsko-srijemská župa měla v době sčítání lidu v roce 2011 179 521 obyvatel, což z ní činí 7. nejlidnatější župu Chorvatska. Historicky byla populace nejvyšší v roce 1991, kdy dosáhla svého vrcholu něco málo přes 230 tisíc obyvatel.
Podle sčítání lidu z roku 2001 tvoří Chorvati se 160 227 jednotlivci 78,27 % celé populace kraje. Srbové jsou největší etnickou menšinou, která tvoří 15,45 % neboli 31 644 jednotlivců. Další etnické skupiny jsou Maďaři 2 047 (1 %), Rusíni 1 796 (0,88 %), Slováci 1 338 (0,65 %) a Bosňáci 1 138 (0,54 %). Největší maďarská komunita je v Tordinci (18 % z celkového počtu obyvatel v obci), za Rusíny jsou to Bogdanovci (23 %) a za Bosňáky Gunja (34 %); zatímco 78 % celkové slovenské populace v kraji žije v Iloku.

### Města
- Vukovar (hlavní)
- Otok
- Ilok (nejvýchodnější město Chorvatska)
- Vinkovci (největší)
- Županja